# 雅各布·沃尔夫维茨
雅各布·沃尔夫维茨（波蘭語：Jacob Wolfowitz；1910年3月19日—1981年7月16日），出生于华沙（当时属波兰会议王国）的美国统计学家，毕业于纽约大学，曾在多所大学任教，主要成果有Kiefer-Wolfowitz算法等。是保罗·沃尔福威茨的父亲。